# Georg Seeler
Georg Seeler (* 17. Oktober 1895 in Hademarschen; † 3. Mai 1959 in Neumünster) war ein deutscher Politiker (SPD).
Seeler wohnte nach dem Zweiten Weltkrieg in Ahrensburg und war dort Schulleiter an der Grundschule Schloss Ahrensburg. Im Jahr 1950 wechselte er nach Neumünster und wurde dort Stadtschulrat und hatte dies Amt bis zu seinem Tod inne.
Vor dem Jahr 1933 war er in der SPD und SAP, der Sozialistischen Arbeiterpartei tätig, Vorsitzender des SAP-Ortsvereins Hamburg-Altona und Hamburger Landesverbandsvorsitzender der Allgemeinen Freien Lehrergewerkschaft. Im Jahr 1933 wurde er aufgrund § 4 des Berufsbeamtengesetzes als Lehrkraft entlassen. Nach 1945 war er zweiter Vorsitzender des Kreisverbandes Stormarn der SPD.
Seeler gehörte dem ersten und zweiten ernannten Landtag von Schleswig-Holstein an.